# Літовочне
Літо́вочне (каз. Летовочное) — село у складі Тайиншинського району Північноказахстанської області Казахстану. Адміністративний центр Літовочного сільського округу.
Населення — 541 особа (2021; 722 у 2009, 1178 у 1999, 1817 у 1989).
Національний склад станом на 1989 рік:
- німці — 45 %
- поляки — 27 %.